# Газиадис, Димитриос
Димитриос Газиадис (греч. Δημήτριος Γαζιάδης; 1899, Пирей — 1959, по другим источникам 1897-1961
или 1896-1960) — греческий кинооператор, один из первых кинорежиссёров Греческого кинематографа и основатель одной из первых кинематографических фирм Греции, фирмы "ДАГ Фильм". 
Газиадис был также одним из первых греческих документалистов и автором одного из первых военных заказных пропагандистcких фильмов в истории греческого кинематографа. 

## Первые годы
Димитриос Газиадис родился между 1896-1899 годами в городе Пирей, в семье константинопольского грека, известного греческого фотографа Анастасиоса Газиадиса. 
Учился фотографии в Германии и в течение ряда лет преподавал в Имперской кинематографической академии Мюнхена. 
Одновременно он работал в качестве военного оператора в Берлине, где стал основателем кинематографической фирмы "Долик фильм", созданной ещё до появления фирм «Münchener Lichtspielkunst» (“Emelka”, будущая Bavaria Film), и " UFA "(Universum Film AG). 
По утверждению греческого историка фотографии Кутузиса, в годы Первой мировой войны Димитриос Газиадис, получив офицерское звание, возглавил Дирекцию кинематографической службы немецкой армии (“Militärische Film- und Photostelle”), созданной в 1916 году командующим немецкой армии Эрихом Людедорфом. 
Как следствие, своей заметной военной кинематографической деятельностью в Германии, он привлёк внимание правительства Греции, для которой война не закончилась 1918 годом.

## Военный кинематографист
Согласно 7-й статье Мудросского перемирия между Антантой и потерпевшей поражение Османской империей, союзники имели право на оккупацию любого города имеющего стратегическое значение.
2/15 мая 1919 года в Смирне, по мандату Антанты, высадилась I греческая дивизия.
Постепенно греческая армия была вовлечена в военные действия против зарождавшегося движения кемалистов, принявшего со временем характер масштабной войны.
Греческий премьер-министр Э. Венизелос инициировал создание военных пропагандистских фильмов, предназначенных в основном для информирования европейской общественности о освободительной миссии греческой армии в Малой Азии.
Газиадис, был сочтён подходящим лицом для этой работы и был официально приглашён в Грецию для осуществления этого проекта.
Газиадис ответил положительно на приглашение и вернулся на Родину, где в 1920 году, вместе со своими братьями Константином (оператором, который вернулся из США, где он систематически изучал развитие кинематографа), и Михаилом, основал в Афинах одну из первых кинокомпаний, под именем «Даг Фильм» ("Dag Film" Co Α.Ε. Αφοι Γαζιάδη).
Алинда Димитриу, в своём исследовании о кинохронике/документальных фильмах периода Малоазийского похода греческой армии отмечает в первую очередь художника баталиста и одновременно одного из первых греческих кинематографистов документалистов Георгия Прокопиу и братьев Димитриса и Михаила Газиадисов.
То, что инициатива этого проекта принадлежала греческому премьер-министру Венизелосу, подтверждает досье из архива МИД Греции, составленное в 1923 году и в котором хранится вся переписка с компанией «Даг фильм» Димитриса и Михалиса Газиадисов.
Целью фильмов были представить успехи наступлений греческой армии в Малой Азии.
МИД дал специальные инструкции военным службам «по оказанию любой необходимой поддержки, для завершения взятого им обязательства, кинематографических съёмок операций греческой армии».
Для этих военных фильмов были использованы также многие метры киноплёнок разнообразной тематики, снятых до того четырьмя фотографическими группами и съёмочной группой Картографической службы Малоазийской армии, во главе которой находился капитан инженерных войск Георгиос Василиадис.
Акт создания специального бюро Картографической службы предусматривал «полную свободу действий под непосредственным командованием начальника штаба экспедиционной армии». Акт был подписан военным министром Н. Теотокисом и предусматривал привлечение в бюро 12 военных (из них 3 офицера), в фотографические группы 27 рядовых (из них 25 профессиональных фотографов), в кинематографическую группу 28 солдат и гражданских лиц.
Впечатляющим для того напряжённого в финансовом отношении периода, который переживала Греция, обременённая долгами с XIX века и неизбежными военными расходами с 1912 года, был бюджет фильмов, который достигал 500 000 драхм. Также впечатляющим было закупленное оборудование для 30 фотографических и 4 кинематографических групп. Группам было приказано следовать за каждым шагом греческой армии, не исключая операции во время боя
В общей сложности были заказаны 30 фотографических и 4 кинокамер, а также печатное оборудование фотоателье, 20 000 фотографических пластинок, 100 000 листов фотографической бумаги, 30 000 метров фильма негатива и 60 000 метров фильма позитива, а также «богатый комплект запасных частей для фотографических групп» и 5 грузовиков «для предоставления частникам кинопроизводитель».
Предусматривалось также предоставление фото и киногруппам франкоязычных писарей с французскими печатными машинками, поскольку постоянной целью оставалось информирование международной общественности в отношении успехов греческой армии.
Как следует из документов тех лет, результаты работы съёмочных групп были впечатляющими и чрезмерные расходы полностью оправданы.
Фирма Газиадиса выпустила 5 фильмов, в то время как «Англогреческая фирма» («Αγγλοελληνική Εταιρεία»), где оператором был натурализовавшийся в Греции венгр Жозеф Хеп, ещё 5 фильмов с французскими и английскими субтитрами.
Пять фильмов Газиадиса (многие метры из которых он сам использовал для своего немого незавершённого фильма Греческое чудо «Το ελληνικόν θαύμα») именовались следующим образом:
- 1) Прибытие раненных в Пирей. Король посещает раненных в больнице Арсакион. Королева-мать Ольга посещает раненных в 5-м военном госпитале
- 2) Пасха солдата в казармах
- 3) Его Величество король посещает раненных.
- 4) Её величество Королева-мать и принц Павел посещают раненного в больнице Маразлиса.
- 5) Резня и разрушение Айдына.

Как следует из перечисленных фильмов, 3 из них были сняты в тылу, в столице, один скорее всего также в тылу и только один из них, «Резня и разрушение Айдына», был снят на месте, в Малой Азии.
Напротив, все съёмки «Англогреческой компании» были произведены в Малой Азии: В Смирне (1921), а затем во время победных боёв греческой армии при Ушаке и Тумлу Бунаре, а также разные фронтовые события до самого большого сражения войны при Афьонкарахисаре — Эскишехире.
Однако большая часть этих киноматериалов, по указанию МИД Греции, впоследствии была передана Газиадису, который использовал его в своём игровом немом фильме.
К той же серии принадлежат ещё два фильма: о дне ангела короля и о его поездке в Смирну.
Несмотря на то, что греческий кинематограф делал свои первые шаги, конкуренция между кинематографическими фирмами уже была реальностью, как следует из заявки о участии в «кинематографических съёмках военных операций в Малой Азии» фирмы «Athens Films», первой кинематографической компании созданной в Афинах в 1912 году.
Кроме того, департамент печати МИД Греции подписал контракт сроком на 5 лет с компаниями Pathé Frères из Нью-Йорка и Educational Films Corporation of America, для информирования американской общественности о Малоазийском походе.

### Греческое чудо
Тот период был для эллинизма историческим, и в новом веке кинематограф брал на себя роль историка.
Димитрису Газиадис, скорее всего, был первым в мире кинематографистом, которому официально было поручено снять фильм для воодушевления населения в тылу.
Завершением военного заказа Газиадису стал его большой игровой немой фильм «Греческое чудо» ("Το Ελληνικόν θαύμα"), многие сцены которого были сняты на месте, в Малой Азии.
Фильм был снят в 1921 году. В главных ролях снимались русские актёры (эмигранты).
МИД отказался оплачивать завышенные суммы, которые более чем вдвое превышали первоначальный бюджет в 18 350 драхм, повысив его до рекордной для той эпохи суммы в 38 408 драхм.
В телеграмме Газиадиса в МИД (31 октября 1921) он указывал, что не следует давать роль русской актрисе Лирской, поскольку она скомпрометировала себя «оргиями в Смирне», о которых Газиадис обещал доложить в устной форме в Афинах в «следующий четверг».
Однако картина осталось незавершённой и после Малоазийской катастрофы была забыта.
Её копия была случайно обнаружена в архиве греческого МИД в конце XX века.

## В последующие годы
Д. Газиадис продолжил свою работу в греческом кинематографе, снимая немые игровые фильмы в межвоенные годы. 
Он снял фильм «Прикованный Прометей» ("Προμηθεύς Δεσμώτης"), который был в действительности кинематографической съёмкой представления Ангелоса Сикелианоса и его жены на Дельфийских празднествах. 
В 1927 году он снял игровой немой фильм « Эрос и волны» ("Έρως και κύματα"), а в следующем году «Порт слёз» ("Το λιμάνι των δακρύων"). 
В 1929 году он снял в фильм «Звёздная» (Aστέρω), по сценарию писателя и академика Павлоса Нирванаса. Фильм имел большой успех в Греции и за её рубежами. 
Несколько меньшим был успех фильма Газиадиса «Бо́ра» (Mπόρα), снятого в 1930 году, также в сотрудничестве с Нирванасом. Это был один из немногих фильмов, который был посвящён Малоазийской катастрофе. История повествовала о двух солдатах вернувшихся с фронта. В главных ролях играли Христофоридис и Фирст. Газиадис включил в этот фильм и часть киноматериалов снятых во время Малоазийского похода. 
В том же году он снял фильмы «Мошенники Афин» ("Απάχηδες των Αθηνών") и "Поцелуй меня Марица" (1930)
В 1932 году он снял фильм «Долой бедность» ( "Έξω φτώχεια") κ.ά.
Однако после появления звукового кинематографа «Даг Фильм» не сумела выдержать конкуренцию иностранных фильмов, следствием чего стало закрытие компании. 

## Забвение и новый интерес
Кинохроники Малозийского похода и игровой фильм Газиадиса после Малоазийской катастрофы были преданы забвению. Кинематограческая публика не интересовалась более героями и их подвигами. 
Кроме того, бо́льшая часть военной кинематографической работы периода Малоазийского похода была уничтожена в годы Второй мировой войны и тройной, германо-итало-болгарской, оккупации Греции. 
Однако годы оккупации и Сопротивления вызвали новый интерес к героическим страницам новейшей греческой истории. 
Эта историческая ностальгия привела к поиску фильмов снятых Газиадисами, Хепом и Прокопиу в Малой Азии. 
Послевоенный греческий кинорежиссёр документалист Василис Марос искал их фильмы в старых архивах, но в основном, по выражению кинокритика К. Блатраса, «в складах и подвалах», и вернул к жизни всё что сохранилось. 
Он включил кинохроники из Малой Азии в свой фильм «Трагедия Эгейского моря» (Tραγωδία του Aιγαίου), один из самых значительных греческих документальных фильмов, получивших приз на Салоникском кинофестивале в 1961 году. 
Однако наибольшая часть малоазийской кинохроники была безвозвратно утеряна. 
Поиск этих материалов привёл Василиса Мароса, кроме прочего, к воссозданию «Греческого чуда» Газиадиса. 